# 柴田惣一
柴田 惣一（しばた そういち、1958年9月11日 - ）は、東京スポーツ新聞社に所属したスポーツ新聞の記者。同新聞社の専門委員、東スポWeb編集長、および顧問を歴任。またプロレス解説者も務めている。日本ペンクラブ会員。

## 来歴
愛知県岡崎市出身。学習院大学法学部卒業。1982年、東京スポーツ新聞社に入社し第二運動部でプロレス・格闘技の担当となり、その後、第二運動部部長を経て、運動部専門委員、プロレス大賞選考委員会選考委員長などを歴任。
プロレス記者としては三沢光晴、船木誠勝、北尾光司、高田延彦&向井亜紀、佐々木健介&北斗晶などの結婚スクープを連発した。全日本プロレス担当を経て、1990年代から新日本プロレス中継番組『ワールドプロレスリング』（テレビ朝日系）の解説者となり、実況アナの辻義就や田畑祐一や真鍋由、2000年代に入ってからは古澤琢や吉野真治、野上慎平などとコンビを組んだ。サムライTVのプロレス番組にも出演し、東京スポーツ新聞社がYouTubeで企画・運営する動画サイトの東スポ@チャンネル『東スポ・柴田惣一の直撃！』ではプロレスラーのオフショットを紹介している。
2015年6月25日付けで東京スポーツ新聞社を退社。7月に柴田企画を立ち上げ、24日には芸能事務所・G-TALENTと業務提携した。退社理由は年々紙面でプロレスを扱う量が減る中、新たなステージでもっとどっぷりプロレスに浸かるためとしている。
2015年9月1日、インフォニアのプロレス応援サイト『プロレスTIME』編集長に就任（2016年5月末にサイト閉鎖）。その後山口義徳が立ち上げたリアルクロスが運営するサイト「プロレスTODAY」へと柴田や一部連載は引き継がれた。プロレスTODAYでは2020年6月まで編集長を務めた。
2021年1月の新日本プロレス・東京ドーム大会収録をもってテレビ朝日『ワールドプロレスリング』レギュラー解説者卒業を発表。

## 人物
- ネクタイ収集が趣味で、ネクタイ評論家を自称している[1]。

## 出演
- 『ワールドプロレスリング』（テレビ朝日）- 解説者
- 『速報!バトル☆メン』（CS放送・FIGHTING TV サムライ）- 解説者
- 『人類プロレスラー計画「中西ランド」』（テレ朝動画）- 不定期ゲスト

このほか各種プロレス中継において解説を務める。

## 著書

### エッセイ
- 『東京スポーツ青春物語――大事なことはプロレスから学んだ』（2015年5月30日、飛鳥新社 ）

### 漫画
- 『俺のプロレスネタ、誰も食いつかないんだが。』（新潮社「くらげバンチ」2014年 - 2015年11月 連載（全2巻）。作画：さかなこうじ） - 監修

### DVD付きムック
- 『タイガーマスク烈伝』（2015年12月2日、 エーアールシー） - 特別寄稿
- 『最強格闘技伝説 真樹日佐夫特選十番勝負』（2015年12月28日、 エーアールシー） - 特別寄稿